# محمد (كاتب)
محمد (بالإنجليزية: Sheikh Muhammad Karakunnu)‏ هو كاتب هندي، ولد في 15 يوليو 1950.